# 徐荣叟
徐荣叟，字茂翁。福建浦城人。
嘉定七年(1214年)，中进士。历任秘书郎、江东提点刑狱、静江知府兼广西经略安抚使。嘉熙四年(1240年)，任右谏议大夫。后任权礼部尚书兼权吏部尚书、签书枢密院事。
淳祐二年(1242年)，乞归田里，以资政殿大学士提举洞霄宫。淳祐六年(1246年)，致仕。